# Arbeia

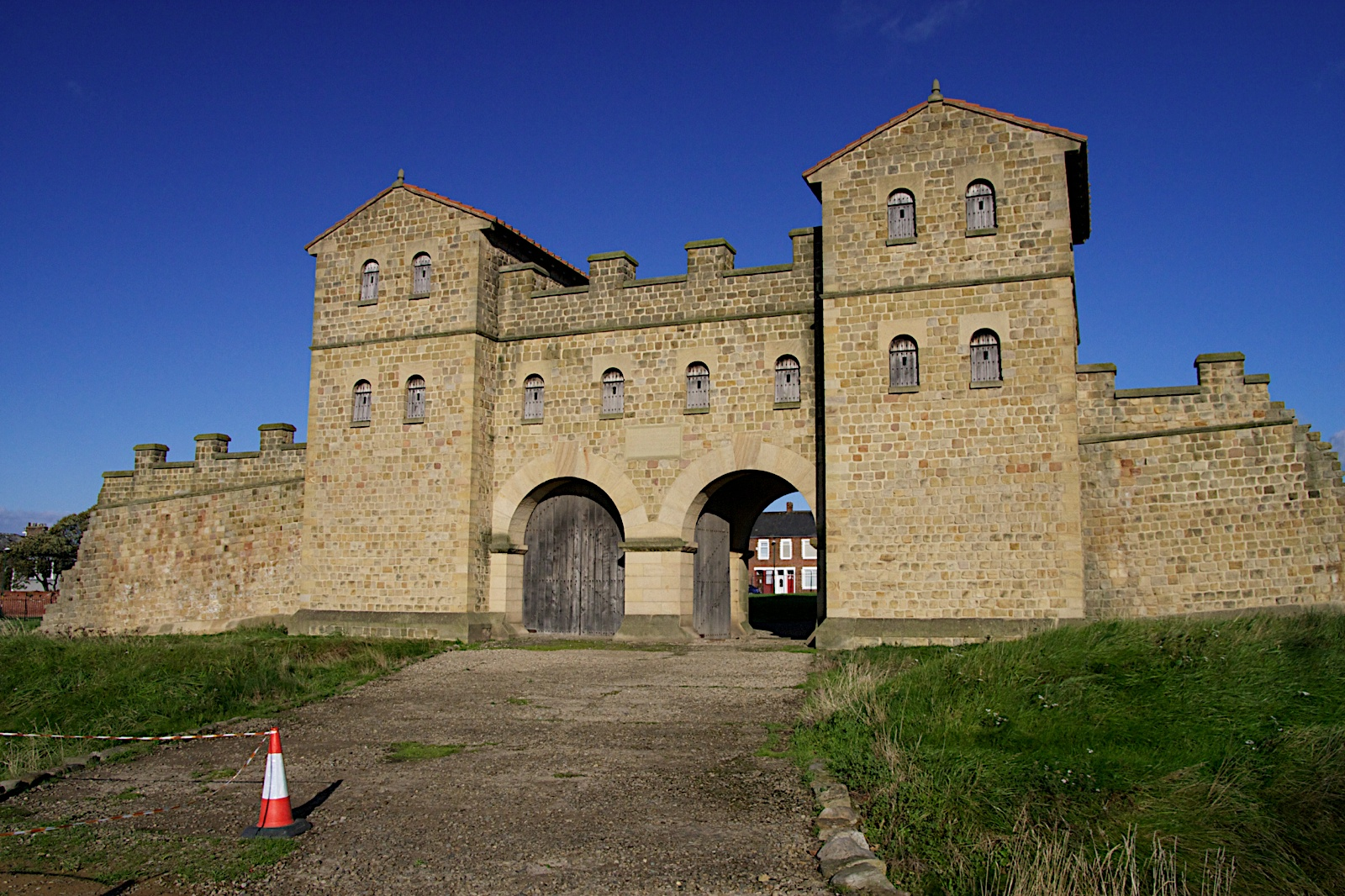
Porte du camp romain d'Arbeia, restituée in situ.

Le fort romain d'Arbeia - aujourd'hui situé à South Shields, dans le comté de Tyne and Wear, en Angleterre - est un ancien fort Romain appartenant au dispositif du mur d'Hadrien, dont il constitue l'extrémité orientale sur l'estuaire de la Tyne. Abandonné au Ve siècle, et ruiné, le fort est redécouvert et fouillé pour la première fois dans les années 1870. Aujourd'hui, débarrassé des bâtiments modernes situés sur son emprise et partiellement restitué, il est un site touristique d'importance, géré par le Tyne an wears Museums sous le nom de Arbeia Roman Fort and Museum.

## Le fort romain
Le fort se dresse sur le Lawe Top, une hauteur surplombant l'embouchure de la rivière Tyne. Fondé vers 160 ap. J.-C., le fort romain gardait le principal accès maritime menant au mur d'Hadrien. Il devint ultérieurement le fort d'approvisionnement maritime du mur d'Hadrien et contient les seuls greniers permanents en pierre retrouvés à ce jour en Grande-Bretagne. Il a ainsi été occupé jusqu'au départ des Romains de la Grande-Bretagne, au Ve siècle.
Le nom de "Arbeia" peut se traduire par « le fort des troupes arabes », en effet, une partie de sa garnison était, à un moment donné, un escadron de bateliers mésopotamiens du Tigre, à la suite de la sécurisation de la ville de Singara en 197, par l'empereur Septime Sévère. On sait aussi, d'après des découvertes archéologiques, telles que la pierre tombale de Victor, décrite ci-dessous, qu'un escadron de cavalerie espagnole, le premier asturien, y était stationné. Il était courant que les forts soient occupés par des unités originaires d'ailleurs dans l'empire, bien que souvent celles-ci finissaient par s'assimiler et recruter localement.
Au cours de l'histoire d'Arbeia, le fort a eu plusieurs aspects, passant de celui d'un port cosmopolite, à l'usage de quartier général de l'empereur Septime Sévère pour une invasion écossaise. C'était ainsi une énorme base d'approvisionnement pour l'armée romaine, accueillant 600 soldats. 
Après son abandon par les troupes romaines, il aurait été le lieu de naissance du roi de Northumbrie Oswin.

## Le musée
Deux monuments du musée d'Arbeia témoignent du caractère cosmopolite et changeant de sa population. L'une commémore Regina, une femme britonnique du peuple des Catuvellauni (Hertfordshire moderne). Elle fut d'abord l'esclave, puis l'affranchie et enfin l'épouse de Barates, un marchand arabe de Palmyre (en Syrie). Ce dernier a donc érigé une pierre tombale après sa mort à l'âge de 30 ans. Barates lui-même est enterré au fort voisin de Corbridge dans le Northumberland. 
Le second monument commémore Victor, un autre ancien esclave, libéré par Numerianus, de l'Ala I Asturum, qui a également organisé ses funérailles lorsque Victor est mort à l'âge de 20 ans. La pierre enregistre que Victor était "de la nation maure", donc venant du Maghreb actuel.

## Restitution des vestiges
La porte ouest du fort a été reconstruite en 1986 pour donner une idée de la monumentalité de l'endroit. La reconstruction du fort a été effectuée sur son emplacement d'origine pendant l'occupation romaine de la Grande-Bretagne, et guidée par diverses recherches entreprises à la suite de fouilles.
Un corps de garde romain, une caserne et la maison du commandant ont également été reconstruits sur leurs fondations d'origine. Le corps de garde abrite de nombreuses expositions liées à l'histoire du fort, et ses niveaux supérieurs offrent une vue d'ensemble du site archéologique.

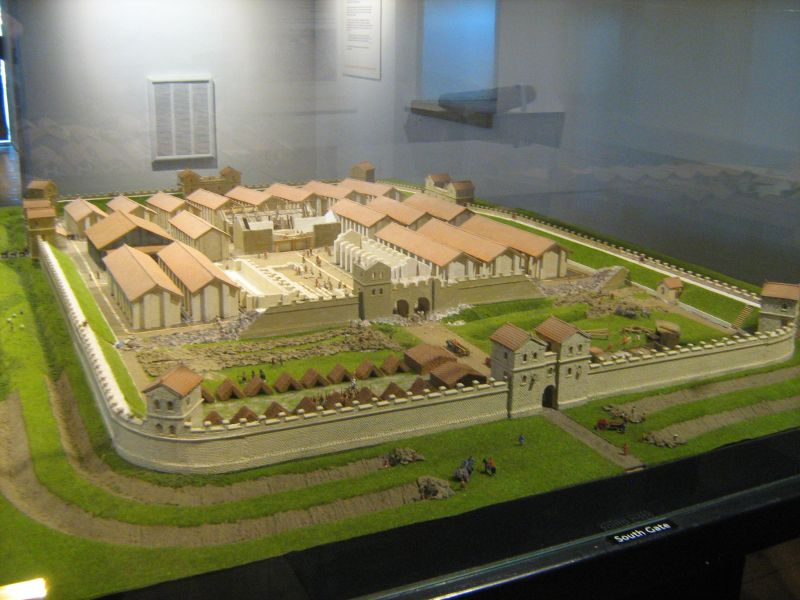
Evocation du fort à l'époque de son utilisation
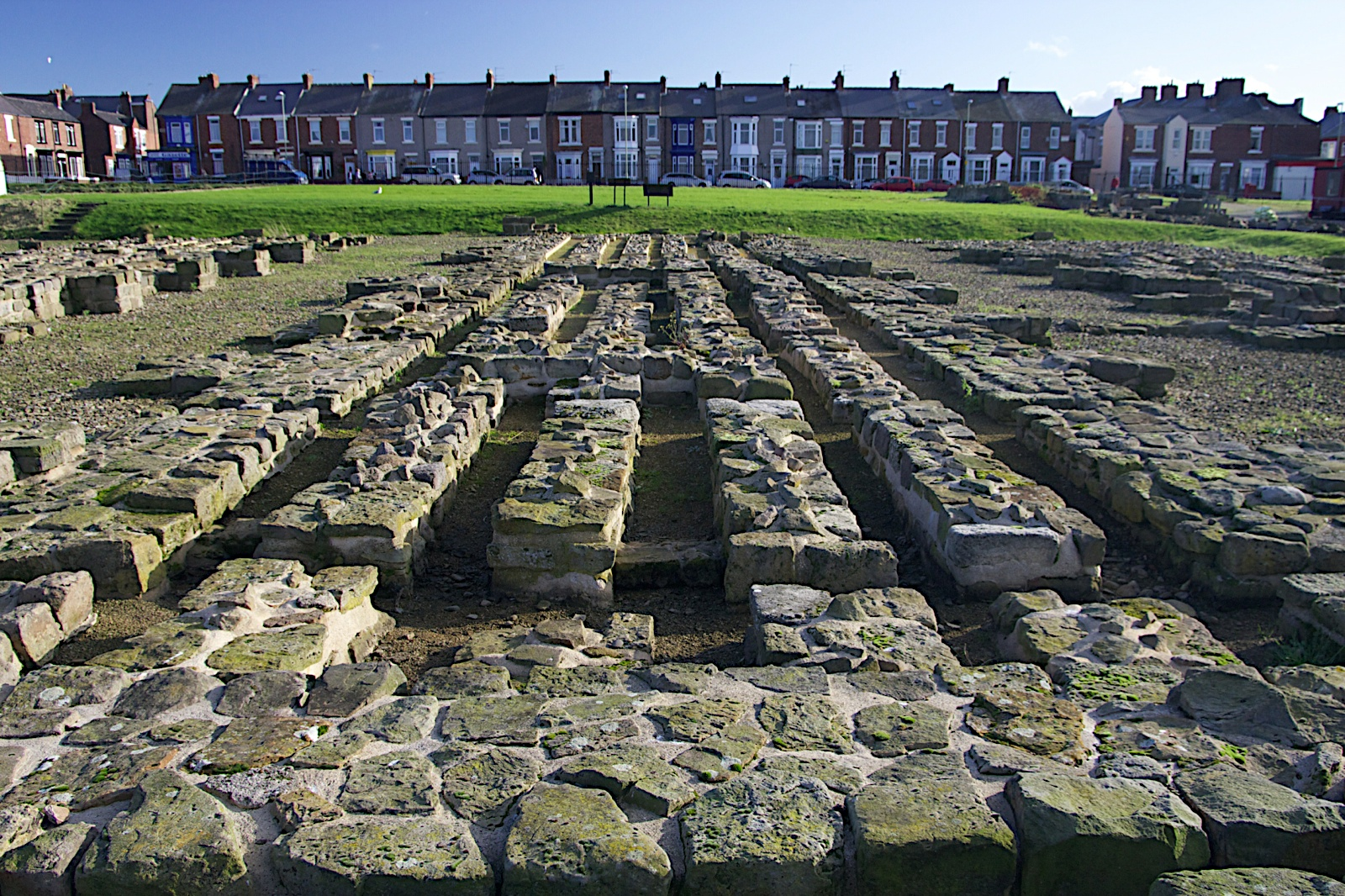
Les vestiges des gremiers à blé du fort
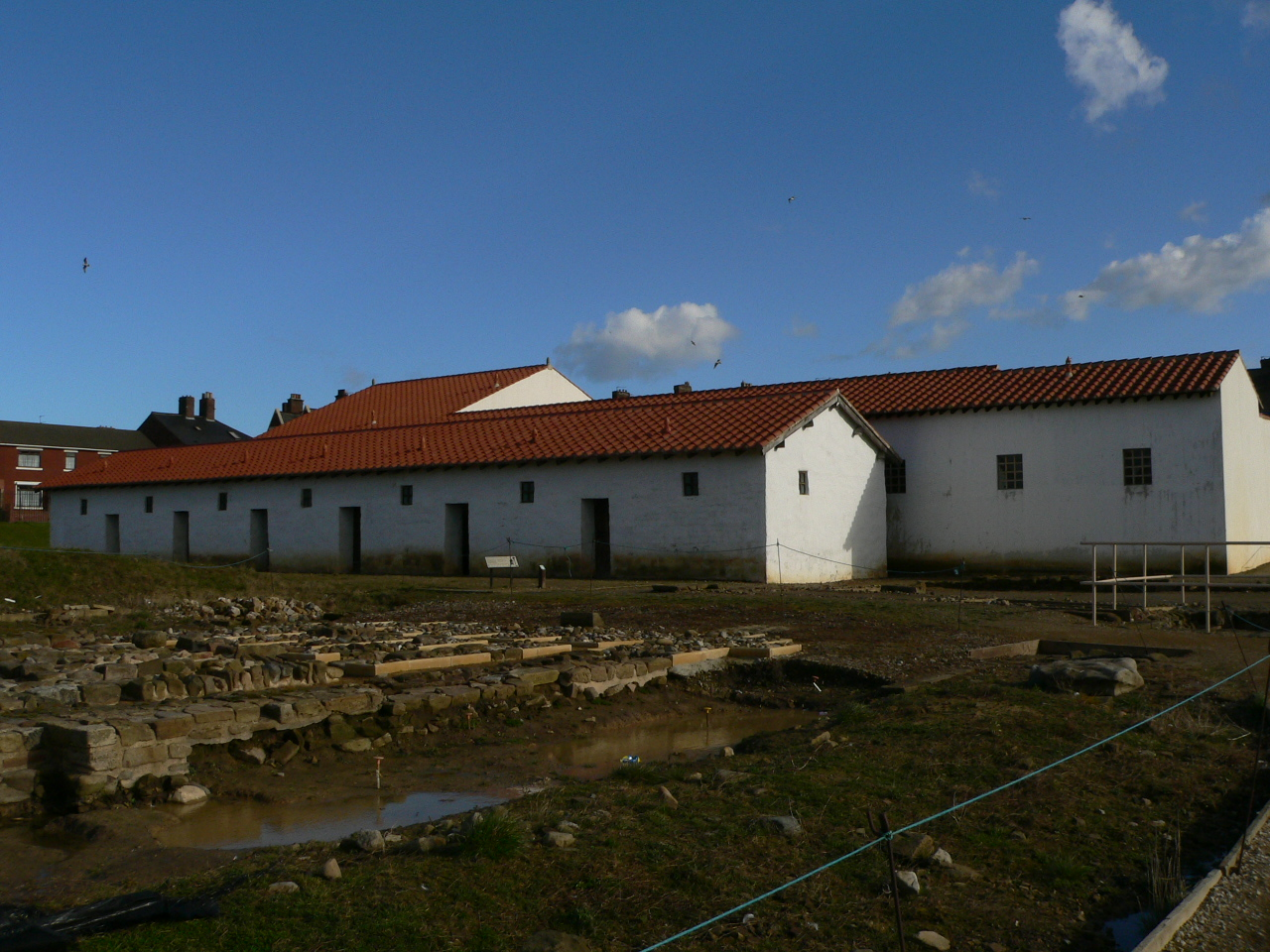
Restitution des baraquements
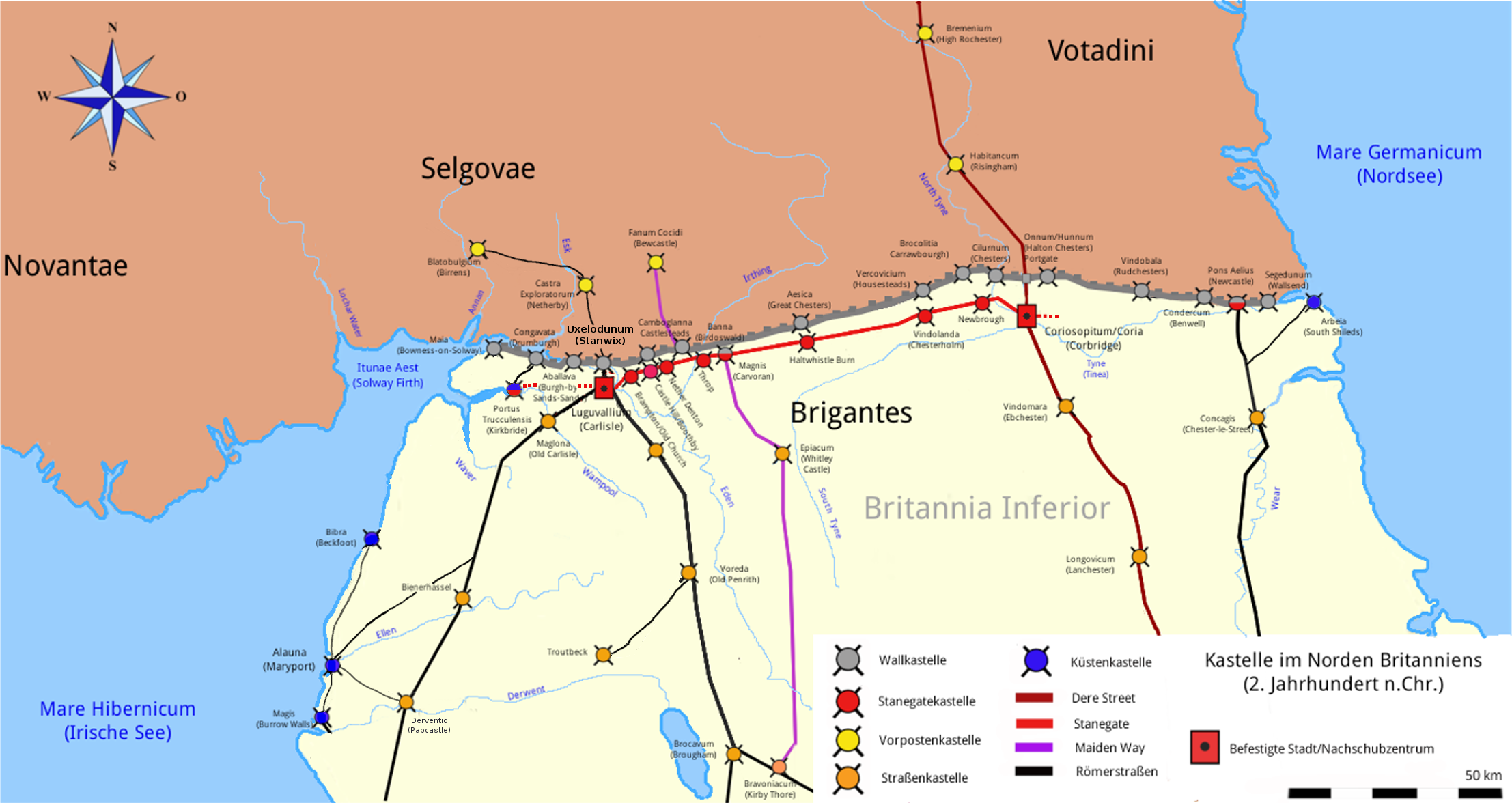
Arbeia - en bleu à droite - au sein du dispositif du mur d'Hadrien